# 손화중
손화중(孫華仲, 1861년 ~ 1895년)은 전북 고창지역을 중심으로 활동한 동학의 대접주이자 전봉준, 김개남과 함께 초기 동학농민혁명운동을 주도한 3대 지도자중의 한명이다. 본관은 밀양(密陽). 이름은 손정식(孫正植), 자는 화중(華仲·和中·化中), 호는 초산(楚山)이다.

## 출생과 동학 지도자로의 성장
1861년 전북 정읍에서 손호열과 평강 채씨 사이에서 태어났다. 밀양손씨 목사공파 42세손이다.
12세 고흥 유씨와 결혼하였으며, 1884년경 동학에 입도한 것으로 추정된다. 이후 전북 정읍 농소리, 입암 신면리, 무장 지역들에서 동학 포교에 전력을 기울였으며, 1892년 동학의 50여 포 지도자둥 한명으로 성장하였다.
손화중이 무장지역에서 동학의 지도자로 성장할 수 있었던 이유는 첫째, 당시 동학 교주였던 최시형으로부터 두터운 신임을 받았기 때문이다.  손화중은 1891년 공주에 은거하던 최시형을 만났으며, 이후 익산 , 부안, 고부등지를 순회할 때도 최시형을 만나 지도를 받았다. 둘째, 선운사 마애불 비기 탈취사건으로 손화중이 이끌던 조직에 신비성까지 추가된 사건이 있었다. "비결이 세상에 나오는 날은 그 나라가 망할 것이오, 망한 후에 다시 흥한다"는 믿음이 전하던 선운사 마애불에서 손화중이 비기를 꺼냈다는 소문이 돌았다.
1892년 11월 전북 삼례에서 동학 교조 신원 운동이 발생하자 손화중은 많은 교도들과 함께 삼례 집회에 참여하였다. 또한 광화문 복합상소 운동에도 참여하였으며, 1892년 전북 정읍포의 대접주로 임명되었다.

## 동학 농민 혁명의 지도자
1893년 11월 고부 군수 조병갑의 학정에 저항하여 고부 민란이 일어난다. 고부민란 당시 민란을 결의한 사발통문의 서명자 중에는 손화중의 조카 손여옥이 있었다. 손여옥은 손화중의 힘을 얻고자 하였으나, 손화중은 교주 최시형의 비폭력주의와 전략상의 어려움을 근거로 참여를 거부하였다. 1894년 1월 고부민란을 수습하기 위하여 파견된 안핵사 이용태가 동학교도들을 탄압하자, 3월초 전봉준은 손화중에게 피신하였다.
고부민란 이후 관군의 대응이 동학교도에 대한 탄압으로 이어지자 손화중, 김덕명, 김개남 등 당시 전북 지역 동학 대접주들은 전봉준과 힘을 합쳐 봉기를 일으키게 된다. 3월 20일 무장 당산마을 앞에서 무장 포고문을 발포하였는데, 이것이 동학농민혁명운동의 1차 봉기이다. 3월 25일 부안 백산에서는 8천여명의 농민군이 집결했는데, 그중 3,500명이 손화중의 세력이었다고 한다. 손화중은 김개남과 함께 총관령을 맏아 무장, 고창 지역, 장성, 광주 인근의 농민군을 통솔하였다. 동학농민군은 무장, 고부, 백산, 황토현 전투, 나주, 장성 황룡촌 등에서 승리하며 공세를 이어갔고 4월 27일 전주성을 함락시켰다. 이후 동학농민군 지도자들은 폐정개혁안을 조건으로 전주 화약을 맺고 5월초에 철병하였다. 이후 무장과 영광 집강소에 근거를 두고 활동을 이어나갔다. 무장 성송면 괴치리 사천마을에는 손화중 도소가 있다.
동학농민운동의 지도자중 온건파에 속한 손화중은 2차 봉기 초반에  “우리들이 기의한 지 반년이 되어 비록 한 도(道)가 호응했지만 이름난 사족이 따르지 않고 재물 있는 자가 따르지 않고 글에 능한 선비가 따르지 않는다. 서로 접장이라 부르는 자는 어리석고 천한 무리로 화 만들기를 즐기고 도둑을 일삼는 무리뿐이다. 인심의 향배를 경험해보니 일이 반드시 성공치 못할 것”이라고 말하며 2차봉기에 부정적이었던 것으로 보인다.  다만 조선 정부의 요청으로 청군과 일군이 한반도에 들어와 청일전쟁을 일으키자 9월 초부터 재봉기를 준비한다. 충청도에 있던 교주 최시형은 입장을 바꾸어 봉기를 허락하자, 10월 12일 농민군은 '척양척왜'의 기치를 내걸로 삼례를 출발하여 북상하기 시작하였다. 전봉준과 손병희는 북상을 하고, 김개남은 전주에 남아 뒤를 대비하며, 손화중과 최경선은 후방을 수비하는 형태의 작전이었다. 9월 기시 일본군이 나주 해안으로 상륙한다는 설이 있어서 북상에 참가하지 않고 나주에서 후방지원을 담당하였다.
손화중은 9월 광주일대를 지키며 전쟁에 필요한 돈과 식량을 조달하였다. 11월 초 전봉준이 이끌던 주력군이 우금치전투에서 일본군의 압도적인 화력에 궤멸되자, 11월 말 원평, 태인전투를 끝으로 대세가 재기불능상태에 빠지자 손화중은 12월 1일 농민군을 해산했다.

## 체포 및 처형
농민군 해산 이후 손화중은 고창으로 올라와 이봉우의 재각에 은신하였다. 하지만 그의 아들을 생포한 관군이 자수하지 않으면 아들을 대신 처형하겠다고 하자 손화중은 이봉우에게 자신을 관에 고발하여 상을 받으라고 권유했다는 이야기가 전해진다.
1895년 1월 6일 수강산 산당에서 체포되어 일본군에게 계된 후 나주 감옥에 갇혔다. 이곳에서 손화중이 나주목사 민종렬(閔種烈)에게 머리를 조아리며 자신을 ‘소인’으로 칭하자, 함께 투옥되어 있던 전봉준은 “진실로 짐승 같은 놈”이라며 사람을 잘못 보고 거사를 도모했다며 질책했다. 이 역시 양반 출신의 비교적 온건파에 속했던 손화중의 성격을 보여주는 일화이다.
이러한 손화중도 서울로 압송되어, 법무아문 권설재판소에서 3월 29일 사형을 언도받았다. 손화중이 “동학당이라 칭하는 비도(匪徒)의 두목”으로서, 고부 군아(軍衙: 군무를 맡아보던 관아)로 들어와 군기를 탈취하고 전라 감영군을 공격했다는 것 등 주로 1차 봉기 때의 활동이 사형 판결의 근거였다. 이를 통해서도 역으로 1차 봉기 때 손화중의 역할이 얼마나 중요했었는지를 알 수 있다. 판결은 그날로 왕의 재가를 얻어, 3월 29일(양력 4월 23일) 새벽 손화중은 전봉준·최경선·김덕명·성두환 등과 함께 교수형으로 처형되었다. 또한 동생 손익중과 처남 유용수도 처형당했고, 조카 손여옥 등 많은 친척들이 처형당하거나 체포령이 내려져 정읍의 손씨들은 각처로 흩어졌다. 이러한 난리 통에 손화중의 시신은 수습되지 못했다.
손화중 장군의 후손들은 정읍시 상평동에 손화중 장군의 빈묘를 조성하였다. 이봉우는 후상을 받고 증산(甑山 평안남도)군수로 제수되었다. 1996년에는 손화중의 후손들에 의해 그의 묘역이 조성되었고, 1997년 2월에는 그의 묘비가 건립되었다.

## 가족 관계
- 아버지: 손호열(孫浩烈, 1841. 1. 8 ~ 1894. 3. 14)
- 어머니: 평강 채씨(平康 蔡氏, 1844. 4. 10 ~ 1886. 5. 11) 채홍일(蔡弘一)의 딸
  - 동생: 손익중(孫益仲, 1864. 8. 16 ~ 1894. 12. 12)
  - 제수: 김해 김씨(金海 金氏)
  - 처: 고흥 류씨(高興 柳氏, 1855. 4. 4 ~ 1912. 12. 6)류기린(柳其麟)의 딸
    - 장남: 손병두(孫炳斗)
    - 차남: 손응권(孫應權, 1882. 12. 8 ~ 1950. 3. 3)
    - 3남: 손응수(孫應洙, 1890. 12. 26 ~ 1962. 12. 2)
    - 4남: 손성한(孫聖漢)
    - 사위: 김경선(金京先)
    - 사위: 신현준(申鉉俊)
    - 사위: 노진석(魯鎭錫)